# العمى الليلي الثابت الخلقي
العمى الليلي الثابت الخلقي هو اضطراب نادر غير مترقي في الشبكية. غالبًا ما يختبر الأفراد المصابون بالعمى الليلي الثابت الخلقي صعوبات في التكيف مع أوضاع الإضاءة المنخفضة نظرًا إلى اضطراب نقل المستقبلات الضوئية. قد يعاني هؤلاء المرضى أيضًا من انخفاض حدة البصر، وقصر النظر، والرأرأة والحول. يمكن تصنيف العمى الليلي الثابت الخلقي في شكلين – التام، الذي يُعرف أيضًا بالنوع 1 (سي إس إن بي 1)، والجزئي، الذي يُعرف بالنوع 2 (سي إس إن بي 2) – مختلفين في مسارات الشبكية المسؤولة. في «سي إس إن بي 1»، تفشل العصبونات النازلة المسماة العصبونات ثنائية القطب في كشف النقل العصبي الوارد من الخلايا المستقبلة للضوء. ينجم «سي إس إن بي 1» عن العديد من طفرات الجينات المسؤولة عن كشف الناقلات العصبية، بما في ذلك «إن واي إكس». في «سي إس إن بي 1»، تعاني المستقبلات الضوئية نفسها من خلل في وظيفة النقل العصبي؛ يحدث هذا بشكل رئيسي نتيجة الطفرات في جين «سي إيه سي إن إيه 1 إف»، الذي يشفر قناة الكالسيوم المنشطة بالفولتية المسؤولة عن تحرير الناقلات العصبية. أمكنت ملاحظة تطور العمى الليلي الثابت الخلقي لدى الأحصنة والكلاب بسبب الطفرات في «تي آر بّي إم 1» (لدى الأحصنة، «إل بّي») و«جي آر إم 6» (لدى الأحصنة، «سي إس إن بي 2») و«إل آر آي تي 3» (لدى الكلاب، «سي إس إن بي»).
يمكن انتقال العمى الليلي الثابت الخلقي (سي إس إن بي) بالوراثة المرتبطة بالصبغي إكس، أو بنمط جسمي سائد أو متنحي، بالاستناد إلى الجينات المسؤولة عن المرض.

## السبب
يحدث العمى الليلي الثابت الخلقي بسبب الخلل الوظيفي للنقل العصبي من مستقبلات الضوء المتمثلة في العصي والمخاريط إلى الخلايا ثنائية القطب في الشبكية. تنقسم المعلومات الواردة من المستقبلات الضوئية عند المشبك الأول إلى قناتين: مسار الوصل الذي يكشف بداية الضوء ومسار القطع الذي يكشف انقطاع الضوء. تؤثر اضطرابات «سي إس إن بي 1» بشكل خاص على مسار الوصل، من خلال تقويض قدرة الخلايا ثنائية القطب الخاصة بمسار الوصل على كشف الناقلات العصبية المحررة بواسطة المستقبلات الضوئية. تتصل العصي، المسؤولة عن الرؤية في ظروف الإضاءة الضعيفة، بشكل حصري مع الخلايا ثنائية القطب الخاصة بمسار الوصل، بينما تتصل المخاريط، المسؤولة عن الرؤية في ظروف الإضاءة الجيدة، مع الخلايا ثنائية القطب الخاصة بمساري الوصل والقطع على حد سواء. نظرًا إلى اقتصار عمل العصي الحساسة للإضاءة المنخفضة على مسار الوصل، يعاني الأفراد المصابون بالعمى الليلي الثابت الخلقي 1 نموذجيًا من مشاكل في الرؤية الليلية، بينما يحافظون على رؤية طبيعية في ظروف الإضاءة الجيدة. في «سي إس إن بي 2»، يحدث خلل في تحرير الناقلات العصبية من المستقبلات الضوئية، ما يسبب اضطرابات في كل من مساري الوصل والقطع.
يُعتبر تخطيط كهربية الشبكية «إي آر جي» أداة هامة في تشخيص العمى الليلي الثابت الخلقي. يظهر مرضى العمى الليلي الثابت الخلقي موجة «إيه» طبيعية في تخطيط كهربية الشبكية (ERG)، ما يعكس الوظيفة الطبيعية لتسلسل التحول الضوئي البصري عند الاستجابة لومضات الضوء، على الرغم من ذلك، يتأثر التحول الضوئي في بعض الحالات مؤديًا إلى انخفاض موجات «إيه». تنخفض موجات «بي»، التي تعكس وظيفة الخلايا ثنائية القطب لمسار الوصل بشكل رئيسي، بشكل كبير في تخطيط كهربية الشبكية لدى المرضى المصابين بالعمى الليلي الثابت الخلقي 2، وتغيب بشكل كامل لدى أولئك المصابين بالعمى الليلي الثابت الخلقي 1.